# Sans (personaje)
Sans es un personaje ficticio del videojuego de rol Undertale de Toby Fox. Sans se presenta inicialmente como un personaje de alivio cómico, pero se revela que en realidad es uno de los personajes más conocedores del juego. Su nombre se basa en la fuente Comic Sans, que se utiliza para la mayoría de sus diálogos en el juego. El personaje fue alabado por los críticos por su diálogo y lucha contra el jefe. Su popularidad con los seguidores, inspiró a varios usuarios a crear mods y otros tipos de proyectos relacionados con él.
Una versión del personaje también aparece como breve cameo en el videojuego Deltarune. La apariencia de Sans también aparece como un traje personalizado para el personaje Tirador Mii en Super Smash Bros. Ultimate.

## Descripción
Es un esqueleto perezoso y cómico, aunque nadie cree que sus bromas sean graciosas; viste chaqueta deportiva, pantaloncillos y pantuflas teniendo, a pesar de ser un esqueleto, la apariencia de ser algo obeso. Se diferencia del resto de los personajes del videojuego debido a que su diálogo está escrito todo en letras minúsculas y con la fuente de caracteres Comic Sans. 
Se muestra muy cercano y protector con su hermano menor Papyrus y ha revelado tener una relación amistosa con Toriel, la única que cree que sus bromas son graciosas, aunque jamás han podido hablar frente a frente. Aparenta conocer ciertos secretos del mundo subterráneo y es capaz de saber cuándo el jugador ha reseteado la partida, lo que le ha dado una personalidad derrotista ya que ha visto gran cantidad de realidades con malos finales. 
Simultáneamente es el personaje más poderoso y el más débil de todos ya que posee un poder de ataque que rápidamente acaba con la vida del jugador, además de una velocidad sin igual que lo convierte en el único personaje que tiene la habilidad de evadir ataques; pero al mismo tiempo casi no posee poder de defensa y solo se necesita alcanzarlo con un golpe para destruirlo. Debido a su enorme poder de ataque, las batallas en su contra implican esquivar variadas trampas y abrumadores disparos para intentar darle un golpe que él siempre esquivará sin dificultad; por ello, si el jugador resiste lo suficiente, Sans comenzará a sudar y mostrar señales de agotamiento hasta que después de una larga y cada vez más veloz pelea esté demasiado cansado para evadir un ataque sencillo que acabará con él, aun así, es el personaje más peligroso del juego y frente al cual los jugadores obtienen el menor índice de éxito.

## Historia y aspectos

### EnUndertale
Antes de los acontecimientos de Undertale, Sans se había mudado al asentamiento en Snowdin desde un lugar desconocido con su hermano Papyrus. El dúo pronto fue contratado como centinelas de la Guardia Real.
Sans aparece por primera vez en Snowdin como una silueta antes de acercarse al jugador por detrás, estrechar su mano y colocar un cojín de whoopee. Él aclara que no tiene interés en capturar humanos, a diferencia de Papyrus, a quien describe como un "fanático cazador de humanos aunque jamás ha cazado uno". Después de ayudar al jugador a esconderse de Papyrus, con la ayuda de una lámpara con una forma conveniente, Sans sigue a su hermano por la menor parte del bosque, comentando sus acertijos e incluso contribuyendo con una búsqueda de palabras, para consternación de Papyrus. Continúa jugando bromas prácticas al jugador durante todo el juego, como tratar de venderle nieve frita. Más adelante en el juego, le pide al jugador que vaya a comer a un restaurante. Mientras habla, explica cómo se hizo amigo de una mujer (que en realidad es Toriel), quien permanece detrás de la gran puerta de las ruinas de Snowdin y compartía un amor similar al suyo por los juegos de palabras. Explica cómo hizo una promesa de no matar a ningún humano que viniera al subsuelo y afirma que si no hiciera esa promesa, el jugador habría muerto en ese instante.
En la "ruta neutral", Sans hace una aparición más en el "Último Pasillo", donde revela el verdadero significado de los valores "EXP" y "LOVE" (NV) que el jugador ha acumulado a través del juego: "puntos de exterminio" y "Nivel de Violencia", respectivamente. Él juzga al jugador según cuan alto sea su EXP y LOVE antes de desaparecer y dejar que el jugador proceda a luchar contra el rey, Asgore. Después que el jugador derrota a Asgore, a Omega Flowey y abandona el subsuelo, Sans lo llama para informarle que ocurrió después de su partida. esta llamada varía según lo que hayamos hecho y los personajes que hayamos perdonado y eliminado.
Si el jugador termina el juego por segunda vez, haciendo la "ruta pacifista verdadera" y sin matar a ningún monstruo, Sans aparece después tras la derrota de Asgore junto con los demás personajes principales, solo para ser capturado por Flowey y absorber las almas de todos los otros monstruos. Sin embargo, es restaurado después que el renacido Asriel Dreemurr sea derrotado, siendo liberado con todos los demás.
Sin embargo, en la "ruta genocida" el comportamiento de Sans es muy diferente si el jugador elige matar a cada monstruo en su camino. Amenaza al jugador con un "mal rato" si procede con sus acciones antes de la pelea contra Papyrus. Eventualmente se enfrenta al jugador en el "Último Pasillo", actuando como el jefe final de la ruta. Finalmente, cuando el jugador lo mata, se le permite terminar la ruta ya sea pacifista o genocida.

### Deltarune
En el capítulo uno de Deltarune, Sans está afuera de su tienda. Le informa al jugador que ya ha conocido a su madre, Toriel, y le pregunta si le gustaría venir a su casa y conocer a su hermano. En el capítulo dos de deltarune Sans aparece en el interior de la tienda, tiene unos pocos diálogos con relación a su hermano Papyrus, con relación a su tienda y asegura ser el conserje y no ser el dueño de la tienda aunque si lo sea también cuenta con una pequeña conversación de comedia con Toriel y Asgore en la que Kris y Susie observan desde el otro lado de la tienda

### En otros medios
Sans apareció como un traje disponible para el personaje Tirador Mii en Super Smash Bros. Ultimate. Su aparición se anunció durante un Nintendo Direct el 5 de septiembre de 2019 y se lanzó como contenido descargable (DLC) el mismo día. Sans también ha sido objeto de muchos trabajos y proyectos de fanáticos, apareciendo en numerosos juegos, creaciones y mods de videojuegos.

## Desarrollo de personaje
Sans aparece en los créditos como creado por Toby Fox con "inspiración especial" de JN Wiedle, autor del webcomic HELVETICA, una serie sobre un esqueleto homónimo que lleva el nombre del tipo de letra Helvética. Toby Fox hizo su primer dibujo conceptual de Sans en un cuaderno de la universidad. La canción que suena durante su pelea, Megalovania, fue compuesta originalmente para un ROM Hack de EarthBound. Aunque ya existiera de antemano debido a su incorporación en Homestuck, la canción Megalovania se hizo popular debido a Undertale, generando muchos remixes y memes. Megalovania también fue utilizado por un programa de citas español, First Dates. Es uno de los personajes que no usa la fuente predeterminada en su diálogo, sino que se muestra en Comic Sans minúsculas. A menudo está junto a su hermano llamado Papyrus, también llamado así por la fuente Papyrus.

## Recepción
La aparición de Sans en Undertale fue bien recibida por los críticos, y Dan Tack de Game Informer elogió la lucha de su jefe. TheGamer clasificó a Sans como el top 3 en los personajes de Undertale, afirmando que el diálogo de Sans en el videojuego era hilarante. Screen Rant rclasificó a Sans como uno de los 7 mejores peleas de jefes en los videojuegos. Durante la sesión de preguntas y respuestas de Undertale, Sans y Papyrus fueron los personajes más populares y a los cuales les hacían las preguntas más importantes los fanáticos del videojuego. Sans fue calificado como uno de los mejores personajes de videojuegos de la década de 2010 por el personal y escritor de Polygon, Colin Campbell, particularmente por su apariencia y «cuando hace una broma, la cámara lo enfoca mientras parpadea. Nunca pasa de moda».
Sans también ha sido bien recibido por los fanáticos del videojuego, siendo el tema de muchos trabajos de fanáticos. El luchador profesional Kenny Omega ha expresado su amor por Undertale, vistiéndose como Sans para el episodio del 30 de octubre de 2019 de All Elite Wrestling: Dynamite. Su incorporación como traje del combatiente Mii en Super Smash Bros. Ultimate obtuvo comentarios positivos de los fanáticos, aunque The Commonwealth Times consideró que su incorporación era un "problema potencial" debido al factor de nostalgia decreciente para cada personaje nuevo y el tamaño cada vez mayor de la lista de personajes.